# Sepia
Ne doit pas être confondu avec Seppia ou Sépia.
Pour la technique picturale, voir Sépia.
Genre
Sepia est un genre marin de seiches de la famille des Sepiidae.

## Liste des espèces
Selon ITIS (25 décembre 2013) :
- Sepia bartletti (Iredale, 1954)
- Sepia baxteri (Iredale, 1940)
- Sepia dannevigi Berry, 1918
- Sepia elliptica Hoyle, 1885
- Sepia plana Lu & Reid, 1997
- Sepia senta Lu & Reid, 1997
- Sepia whitleyana (Iredale, 1926)

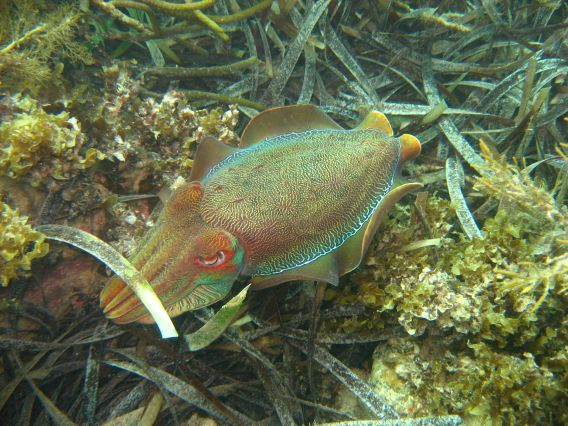
Sepia apama

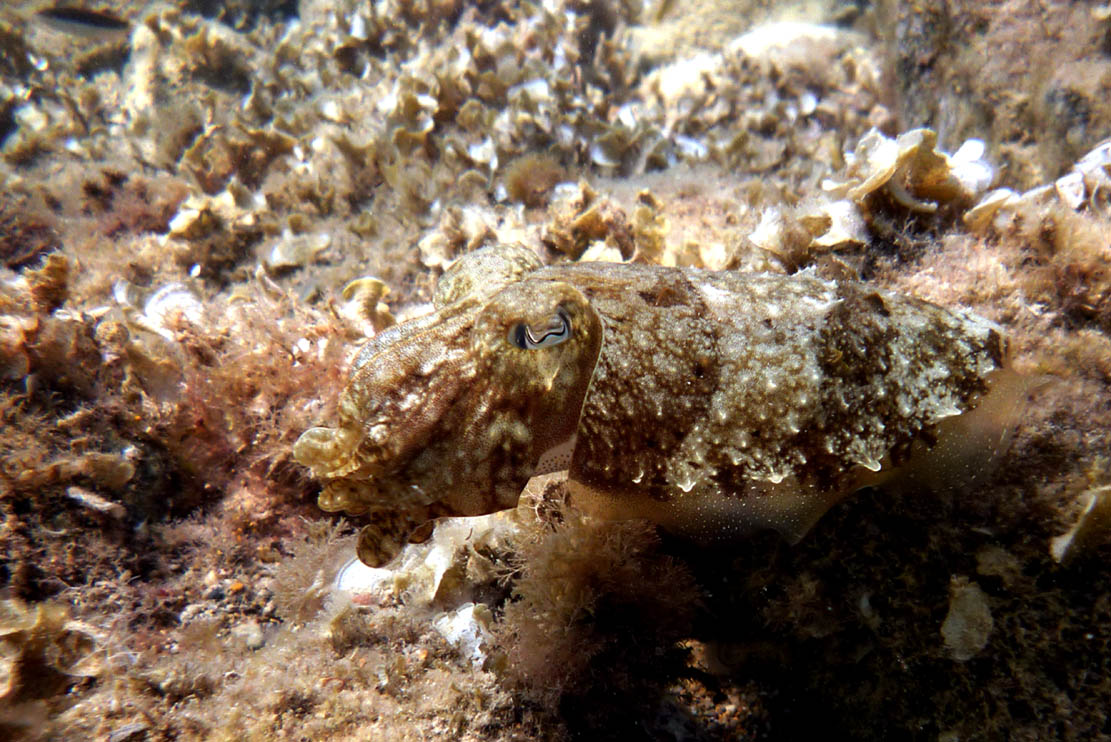
Sepia elegans

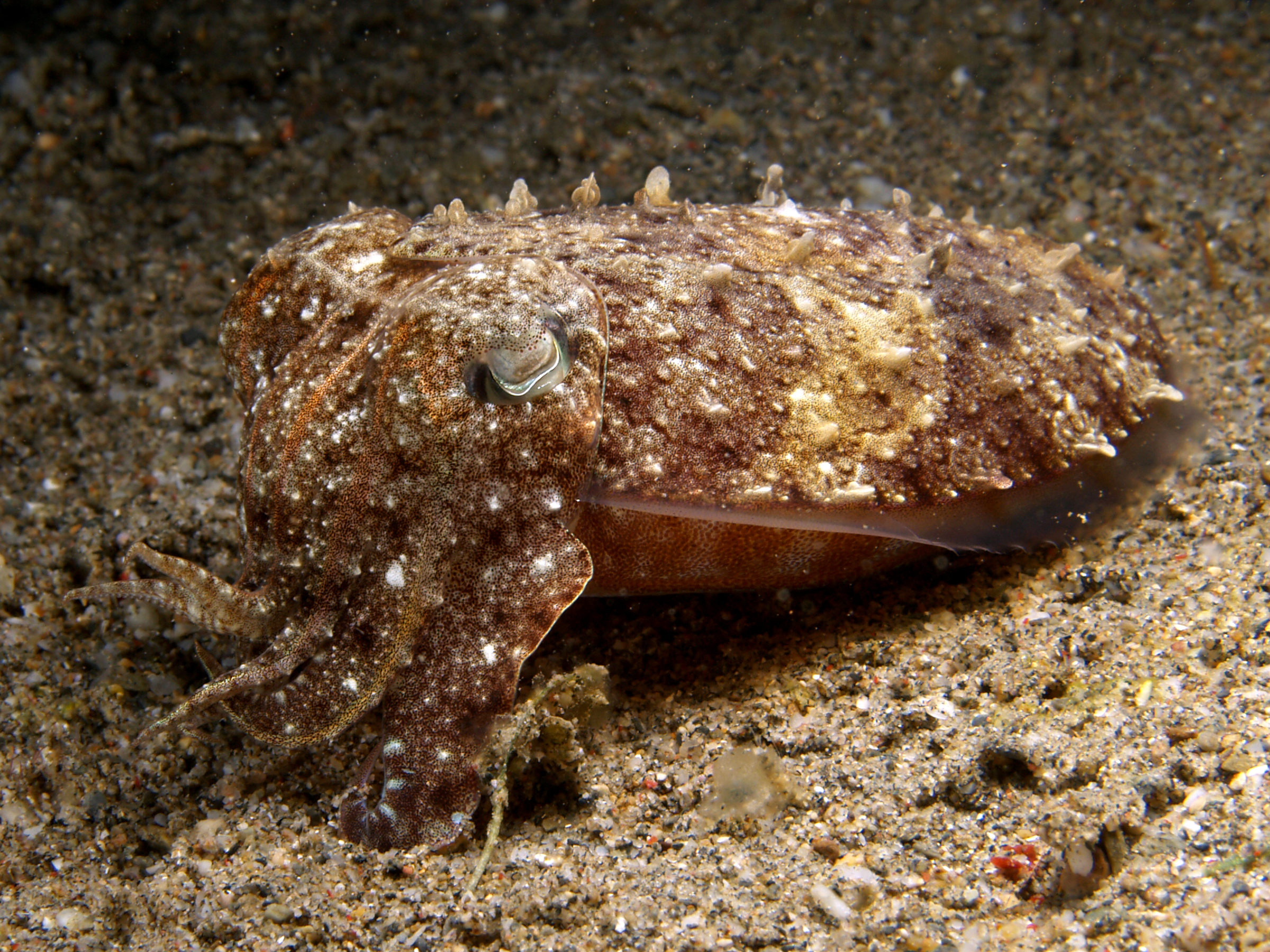
Sepia latimanus

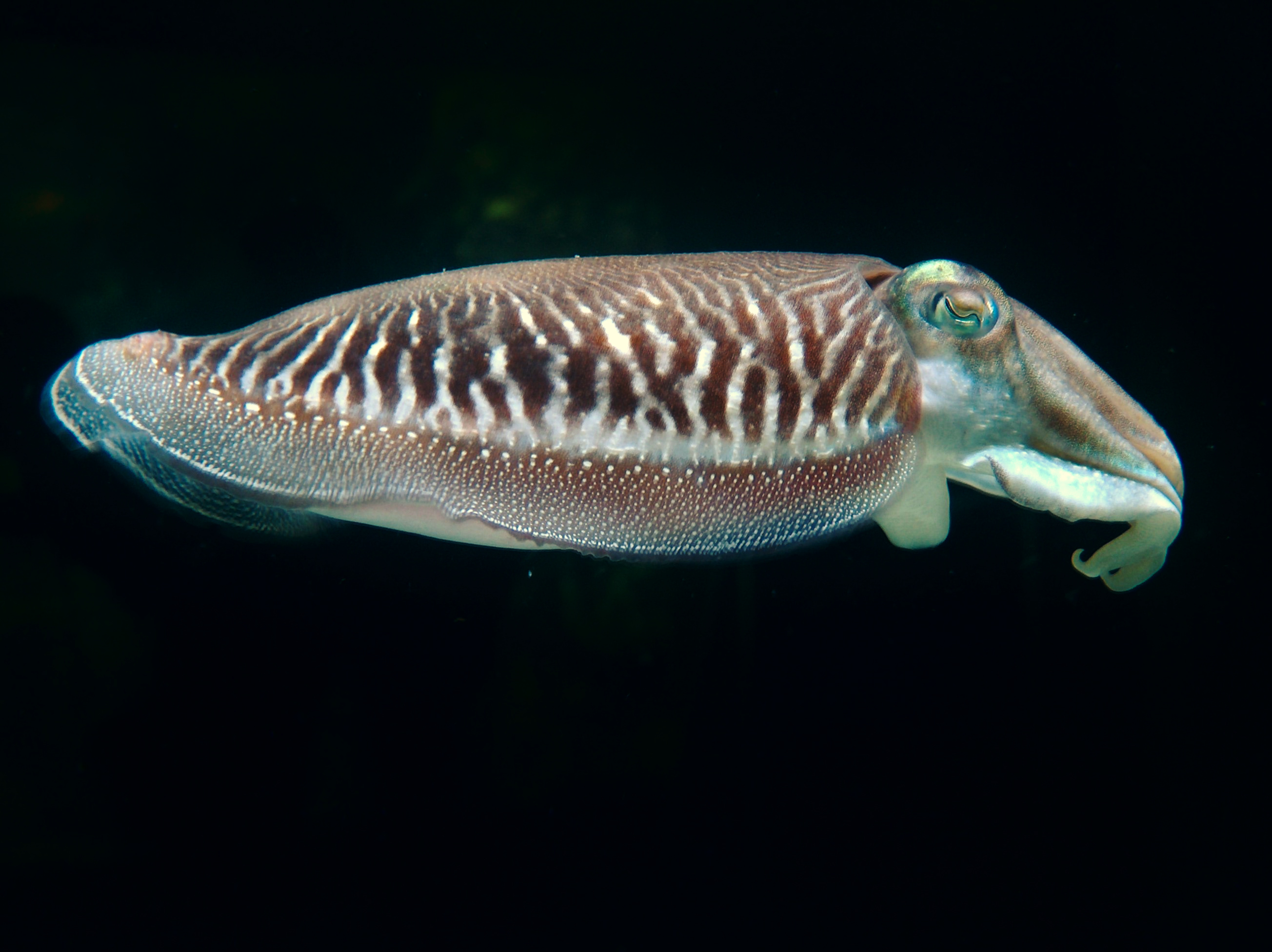
Sepia officinalis

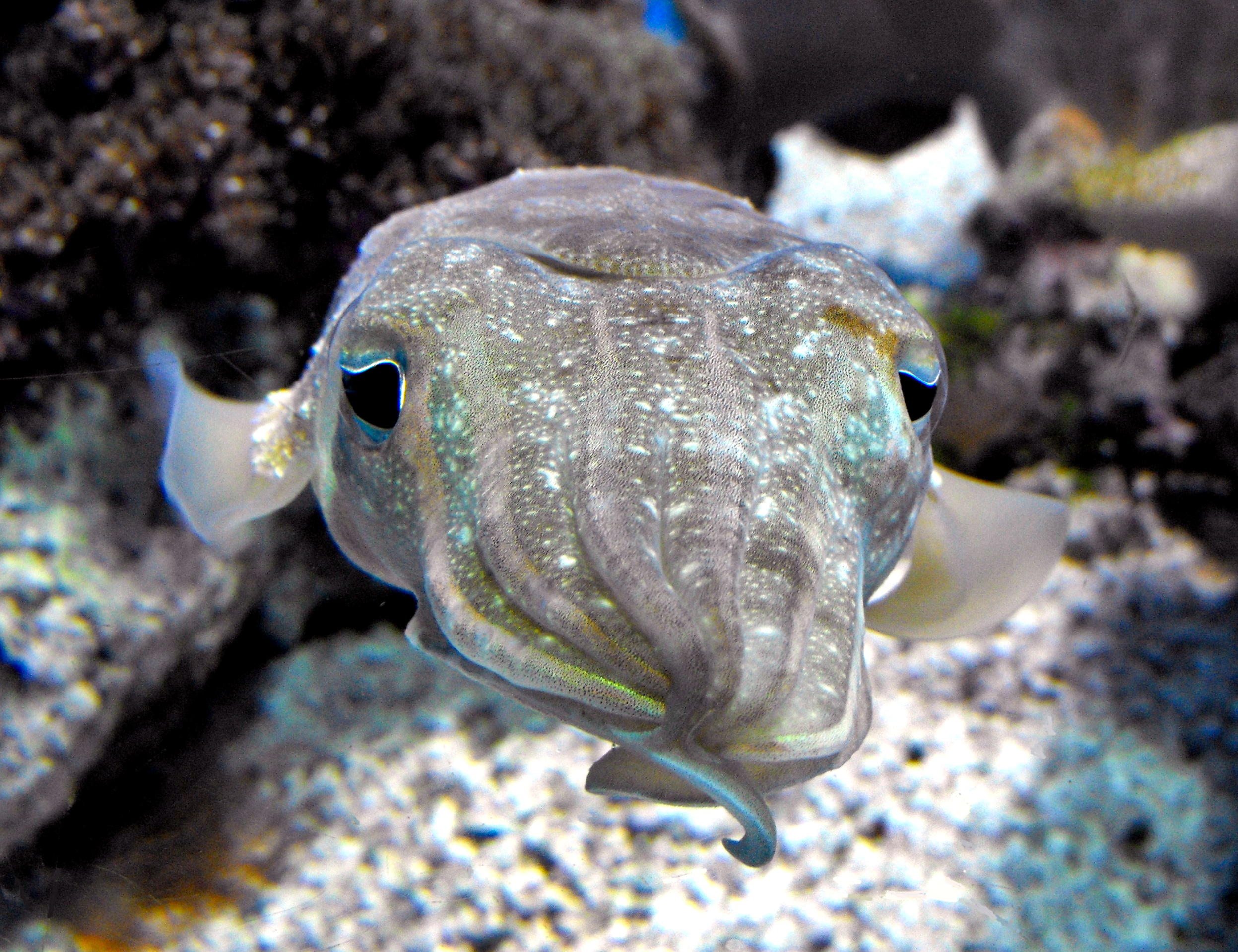
Sepia pharaonis

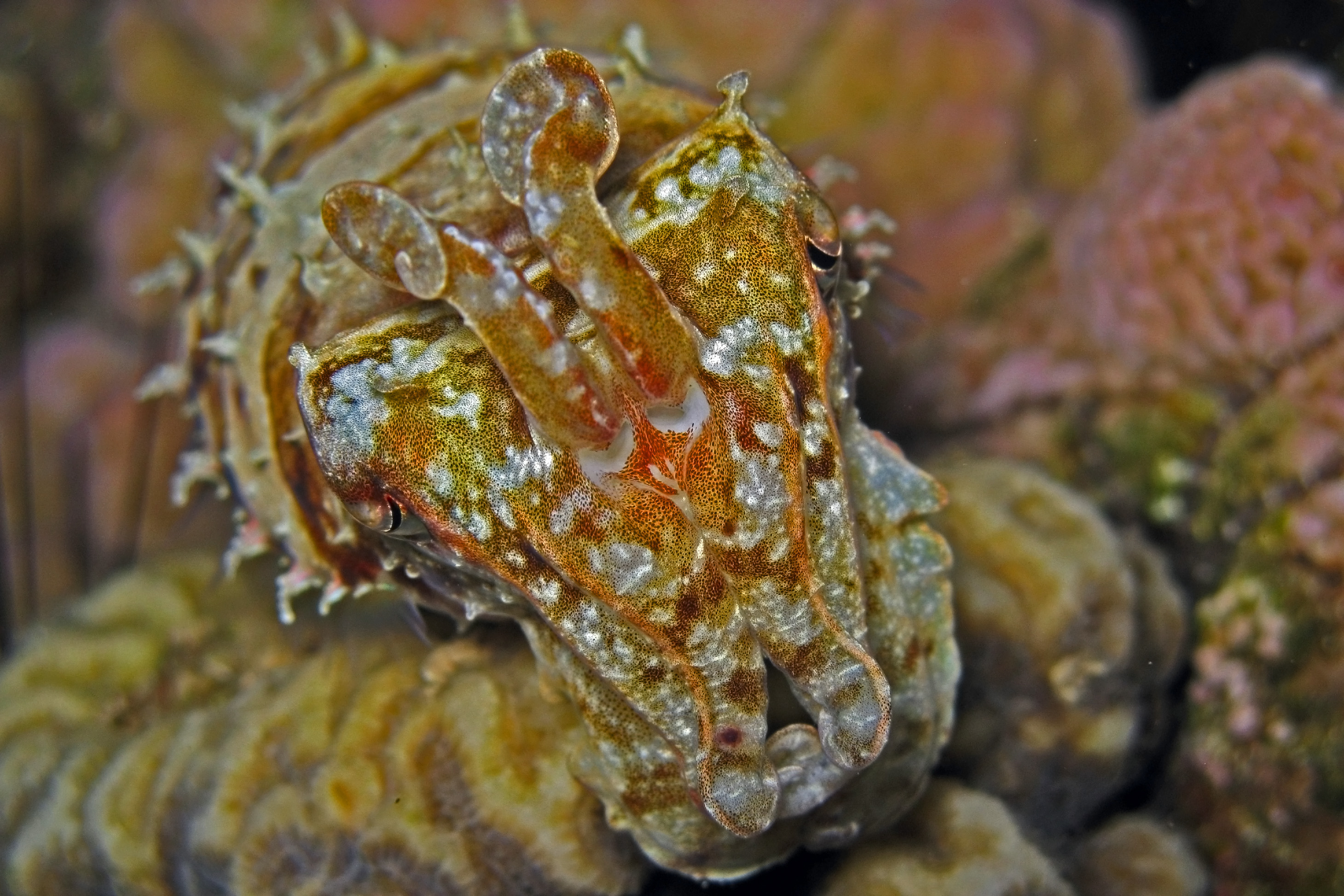
Sepia prashadi

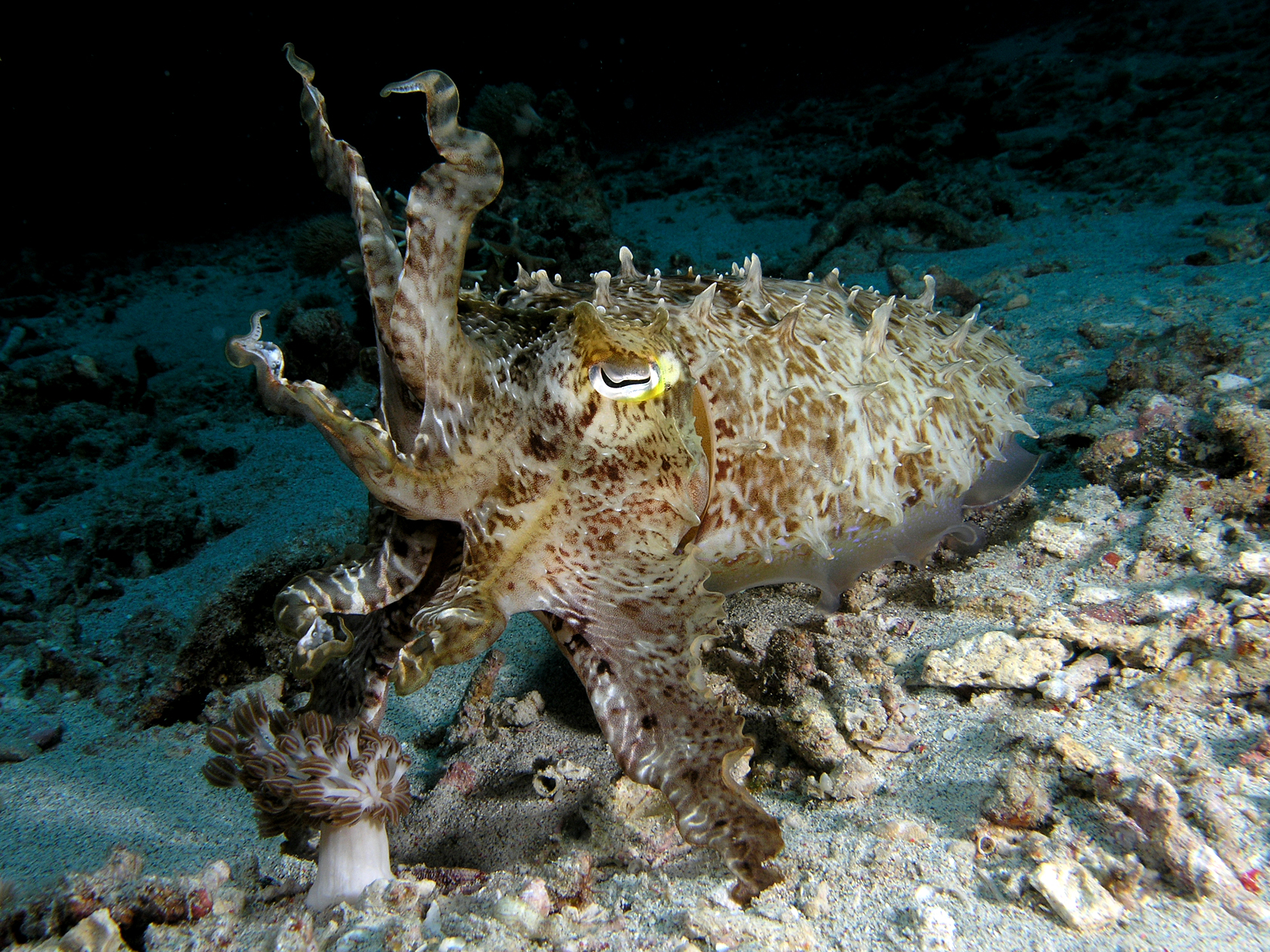
Sepia sp.

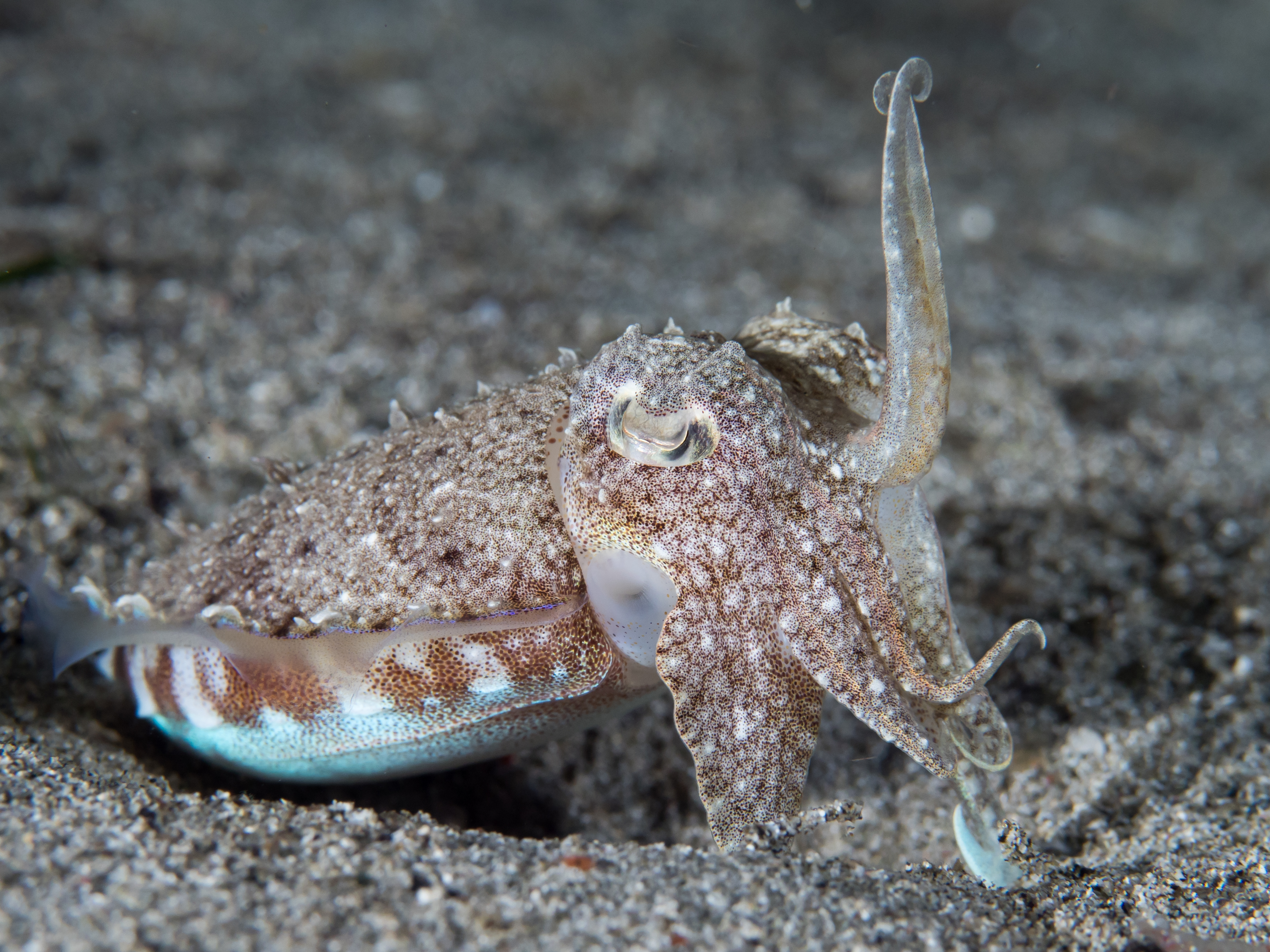
Sepia smithi

- sous-genre Sepia (Acanthosepion) Rochebrune, 1884
  - Sepia aculeata Van Hasselt, 1835
  - Sepia brevimana Steenstrup, 1875
  - Sepia esculenta Hoyle, 1885
  - Sepia lycidas Gray, 1849
  - Sepia prashadi Winckworth, 1936
  - Sepia recurvirostra Steenstrup, 1875
  - Sepia savignyi Blainville, 1827
  - Sepia smithi Hoyle, 1885
  - Sepia stellifera Homenko & Khromov, 1984
  - Sepia thurstoni Adam and Rees, 1966
  - Sepia zanzibarica Pfeffer, 1884
- sous-genre Sepia (Anomalosepia) Khromov, 1987
  - Sepia australis Quoy & Gaimard, 1832
  - Sepia omani Adam & Rees, 1966
  - Sepia sulcata Hoyle, 1885
- sous-genre Sepia (Doratosepion) Rochebrune, 1884
  - Sepia adami Roeleveld, 1972
  - Sepia andreana Steenstrup, 1875
  - Sepia appellofi Wülker, 1910
  - Sepia arabica Massy, 1916
  - Sepia aureomaculata Okutani & Horikawa, 1987
  - Sepia bathyalis Khromov, Nikitina & Nesis, 1991
  - Sepia braggi Verco, 1907
  - Sepia burnupi Hoyle, 1904
  - Sepia carinata Sasaki, 1920
  - Sepia confusa Smith, 1916
  - Sepia cottoni Adam, 1979
  - Sepia elongata d'Orbigny, 1839-1842
  - Sepia erostrata Sasaki, 1929
  - Sepia foliopeza Okutani & Tagawa, 1987
  - Sepia incerta Smith, 1916
  - Sepia ivanovi Khromov, 1982
  - Sepia joubini Massy, 1927
  - Sepia kiensis Hoyle, 1885
  - Sepia kobiensis Hoyle, 1885
  - Sepia limata (Iredale, 1926)
  - Sepia longipes Sasaki, 1914
  - Sepia lorigera Wülker, 1910
  - Sepia mascarensis Filippova & Khromov, 1991
  - Sepia mira (Cotton, 1932)
  - Sepia mirabilis Khromov, 1988
  - Sepia murrayi Adam & Rees, 1966
  - Sepia pardalis Sasaki, 1914
  - Sepia peterseni Appellöf, 1886
  - Sepia rhoda (Iredale, 1954)
  - Sepia saya Khromov, Nikitina & Nesis, 1991
  - Sepia sewelli Adam & Rees, 1966
  - Sepia sokotriensis Khromov, 1988
  - Sepia subtenuipes Okutani & Horikawa, 1987
  - Sepia tala Khromov, Nikitina & Nesis, 1991
  - Sepia tenuipes Sasaki, 1929
  - Sepia tokioensis Ortmann, 1888
  - Sepia trygonina (Rochebrune, 1884)
  - Sepia vercoi Adam, 1979
  - Sepia vietnamica Khromov, 1987
- sous-genre Sepia (Hemisepius) Steenstrup, 1875
  - Sepia dubia Adam & Rees, 1966
  - Sepia faurei Roeleveld, 1972
  - Sepia pulchra Roeleveld & Liltved, 1985
  - Sepia robsoni (Massy, 1927)
  - Sepia typica (Steenstrup, 1875)
- sous-genre Sepia (Rhombosepion) Rochebrune, 1884
  - Sepia acuminata Smith, 1916
  - Sepia cultrata Hoyle, 1885    
  - Sepia elegans Blainville, 1827
  - Sepia hedleyi Berry, 1918
  - Sepia hieronis (Robson, 1924
  - Sepia madokai Adam, 1939
  - Sepia opipara (Iredale, 1926)
  - Sepia orbignyana Férussac in d'Orbigny, 1826
  - Sepia reesi Adam, 1979
  - Sepia rex (Iredale, 1926)
  - Sepia vossi Khromov, 1996
- sous-genre Sepia (Sepia) Linnaeus, 1758
  - Sepia angulata Roeleveld, 1972
  - Sepia apama Gray, 1849
  - Sepia bandensis Adam, 1939
  - Sepia bertheloti d'Orbigny, 1835 in Férussac & d'Orbigny, 1834-1848
  - Sepia chirotrema Berry, 1918
  - Sepia dollfusi Adam, 1941
  - Sepia elobyana Adam, 1941
  - Sepia gibba Ehrenberg, 1831
  - Sepia hierredda Rang, 1835
  - Sepia insignis Smith, 1916
  - Sepia irvingi Meyer, 1909
  - Sepia latimanus Quoy & Gaimard, 1832
  - Sepia mestus Gray, 1849
  - Sepia novaehollandiae Hoyle, 1909
  - Sepia officinalis Linnaeus, 1758
  - Sepia papillata Quoy & Gaimard, 1832
  - Sepia papuensis Hoyle, 1885
  - Sepia pharaonis Ehrenberg, 1831
  - Sepia plangon Gray, 1849
  - Sepia plathyconchalis Filippova & Khromov, 1991
  - Sepia rozella (Iredale, 1926)
  - Sepia simoniana Thiele, 1920
  - Sepia tuberculata Lamarck, 1798
  - Sepia vermiculata Quoy & Gaimard, 1832